# Абдиримов, Зафар Атаназарович
 Абдиримов Зафар Атаназарович (узб. Abdirmov Zafar Atanazarovich; род. 13 мая 1977, Хорезмская область, УзССР, СССР) — член Комитета Законодательной палаты Олий Мажлиса Республики Узбекистан по аграрным и водохозяйственным вопросам.

## Биография
Окончил Ташкентский государственный аграрный университет, Ташкентский государственный экономический университет, Академия государственного и общественного строительства при Президенте Республики Узбекистан.
Депутат от Гурленского избирательного округа № 119, член Комитета по аграрным и водохозяйственным вопросам и Фракции Демократической партии Узбекистана «Миллий тикланиш» и в